# Elephantulus myurus
Elephantulus myurus — вид ссавців родини Стрибунцеві (Macroscelididae). Вид поширений у Мозамбіку, Зімбабве, Ботсвані та ПАР. Зустрічається у вологій савані та гірській місцевості серед чагарників.